# Optare Sigma
Optare Sigma — одноэтажный автобус, выпускавшийся с 1994 по 1996 год компанией Optare на шасси Dennis Lance.

## Описание
Кузов автобуса Optare Sigma изготовлен из алюминиевого сплава с передней и задней частями из стекловолокна. По сути, Sigma является одноэтажной модификацией Optare Spectra.
Первые экземпляры выпускались с двумя дверьми, остальные — с одной. По дизайну автобус аналогичен Optare Delta. С тем же дизайном кузова выпускался автобус Optare Vecta, но относился исключительно к среднему классу.
Всего было выпущено 54 экземпляра. 20 из них работали в Брайтон-энд-Хове, 17 — в Trent Barton, 14 — в Go North East.